# 9313 Protea
A 9313 Protea (ideiglenes jelöléssel 1988 CH3) a Naprendszer kisbolygóövében található aszteroida. Eric Walter Elst fedezte fel 1988. február 13-án.